# Premier Jour (court métrage)
Pour plus de détails, voir Fiche technique et Distribution.
Premier Jour est un court métrage français réalisé par Yohann Charrin et écrit par Ange Basterga.
Il a été sélectionné dans les festivals les plus prestigieux en France et à l'étranger. Il a été notamment récompensé au Festival de Cannes et au Festival du Polar de Cognac.

## Synopsis
Safia Bentoumi, jeune policière de 25 ans, réalise son rêve et intègre le prestigieux 36 quai des Orfèvres, après cinq années de service à Clichy sous Bois.Par un curieux concours de circonstances, elle se retrouve confrontée, dès son premier jour de service, à un dangereux caïd qui la met rudement à l'épreuve.

## Fiche technique
- Réalisation : Yohann Charrin
- Scénariste : Ange Basterga
- Photographie : Reynald Capurro
- Musique originale : Yohann Zveig
- Montage : Gwénaël Giard Barberin
- Son : Sammy Nekib
- Scripte : Brunelle Clergerie
- Directeur de production : Éric Pellegrin
- Producteurs : Éric Pellegrin et Yohann Zveig
- Sociétés de production : Bridges et Boburst Productions
- Durée : 14 minutes

## Distribution
- Anissa Allali : Safia Bentoumi
- Alain Figlarz : Jimmy Duval / Tony
- Thierry Neuvic : Serge
- Ange Basterga : Seb Cabral

## Distinctions

### Prix
- Festival de Cannes 2016 - "Coup de Cœur" au Short Film Corner
- Festival du Polar de Cognac 2016 - Prix du Meilleur Film (Premier Prix)[1]
- Mindfield Film Festival Los Angeles 2016 - Prix du Meilleur Film (Silver Award, deuxième prix)[2]
- Les Nuits méditerranéennes du court métrage 2017 : Prix cinéma Le Régent[3]

### Sélections
- Sundance Channel Shorts 2016 - Finaliste pour le Prix du Jury[4]
- Urban Films Festival 2016 - Sélection Officielle[5]
- Passion Cinéma d'Ajaccio 2016[6]
- Festival Arte Mare de Bastia 2016
- London Monthly Film Festival 2017
- Prix du Polar SNCF 2017
- Short of the week 2017 NY
- Macon Film Festival 2017
- Miami Independant Film Festival 2017
- Hamildton International Film Festival 2017
- Festival du film de Sète 2017
- Pittsburgh Independant Film Festival 2017
- Festival du film d'Espalion 2017
- Festival Hotmilk Film makers 2017